# Dysstroma walkerata
Dysstroma walkerata är en fjärilsart som beskrevs av Richard F. Pearsall 1909. Dysstroma walkerata ingår i släktet Dysstroma och familjen mätare. Inga underarter finns listade i Catalogue of Life.